# Trofeo Ciudad de León
Trofeo de fútbol que se disputó en la ciudad de León en varias ocasiones en el tramo de 1974 y 1998, con bastante irregularidad.
El Trofeo se organizaba conjuntamente por el Ayuntamiento de León y el club emblema de la ciudad, la Cultural y Deportiva Leonesa.
Los comienzos del Trofeo fueron muy esperanzadores, porque se consiguieron atractivos carteles con equipo de renombre internacional, tales como el FC Spartak de Moscú, Boavista FC o Club Nacional entre otros. 
Desde 1974 a 1979 se disputaron unas ediciones con carácter internacional y posteriormente el Trofeo desapareció, para intentar resurgir en 1998 y 1999 con dos Trofeos triangulares, aunque esta vez de carácter nacional. 
Una vez disputadas esas dos últimas ediciones, desapareció del todo.

## Palmarés
Trofeo Ciudad de León
| Año  | Edición | Campeón             | Resultado  | Subcampeón       | Tercero             | Resultado | Cuarto           |
| ---- | ------- | ------------------- | ---------- | ---------------- | ------------------- | --------- | ---------------- |
| 1974 | I       | Cultural Leonesa    | 3-1        | CD Málaga        | CA San Lorenzo      | 4-1       | CF Os Belenenses |
| 1975 | II      | FC Spartak de Moscú | 4-1        | Cultural Leonesa | UD Salamanca        | 2-0       | Dundee United FC |
| 1976 | III     | Boavista FC         | triangular | Cultural Leonesa | Racing de Santander | -         | -                |
| 1977 | IV      | Club Nacional       | triangular | Cultural Leonesa | Boavista FC         | -         | -                |
| 1979 | V       | Vasas Budapest SC   | triangular | UP Langreo       | Cultural Leonesa    | -         | -                |

Trofeo Triangular 3x1 de León
| Año  | Edición | Campeón                | Resultado  | Subcampeón             | Tercero            |  |
| ---- | ------- | ---------------------- | ---------- | ---------------------- | ------------------ |  |
| 1997 | I       | Real Sporting de Gijón | triangular | Cultural Leonesa       | Real Valladolid CF |  |
| 1998 | II      | Cultural Leonesa       | triangular | Real Sporting de Gijón | UD Salamanca       |  |

## Campeones
| Cultural Leonesa       | 2 | 1974, 1998 |
| FC Spartak de Moscú    | 1 | 1975       |
| Boavista FC            | 1 | 1976       |
| Club Nacional          | 1 | 1977       |
| Vasas Budapest SC      | 1 | 1979       |
| Real Sporting de Gijón | 1 | 1997       |